# Świeca dymna BDSz-5
Świeca dymna BDSz-5 – rodzaj świecy dymnej konstrukcji radzieckiej, będącej na wyposażeniu ludowego Wojska Polskiego.

## Charakterystyka świecy BDSz-5
Świece dymne BDSz-5 zastąpiły „wojenne” świece starszej generacji typu BDSz. Produkowane były od 1954 na licencji radzieckiej przez Zakładach Chemicznych ERG w Boryszewie. Były przeznaczone do stawiania zasłon dymnych na dużych powierzchniach i rubieżach, w tym z wykorzystaniem czołgów T-34 i T-54.
Do umocowania i zapalenia świec na czołgu służyły dwa niezależne od siebie urządzenia ustawione na tylnych górnych płytach pancerza. Każde urządzenie składało się z podstawy ze stalowymi taśmami, śruby regulacyjnej oraz mechanizmu regulującego. Do przedziału bojowego czołgu przeprowadzone było urządzenie umożliwiające rozpięcie taśmy mechanizmu zamykającego, przy czym po rozpięciu świeca spadnie na ziemię. W czołgu zapalenie świecy odbywało się sposobem elektrycznym.
W 1993 w ich miejsce wprowadzono świece dymne BDSz-SM. Zastosowano w nich wewnętrzny ekran zapobiegający iskrzeniu w czasie dymienia oraz zastąpiono mieszankę antracenową mieszanką zawierającą heksachloroetan. Nowe świece są dają większą ilość dymu, o lepszych własnościach maskujących.
| Nazwa parametru                | Parametr                      |
| ------------------------------ | ----------------------------- |
| średnica                       | 400 mm                        |
| wysokość                       | 480 mm                        |
| mieszanina dymotwórcza         | 30,5 do 33,5 kg               |
| odpalanie                      | elektrycznie lub mechanicznie |
| czas rozpalania świecy         | 25 sekubd                     |
| czas jej intensywnego dymienia | 5 do 7 minut                  |
| długość zasłony dymnej         | około 300 metrów              |
| szerokość zasłony dymnej       | 50 do 60 m                    |

## Świeca dymna MDSz-5
Świeca dymna MDSz-5  to morska odmiana świec BDSz-5. Nieznaczne różnice w jej budowie wynikały ze specyficznego przeznaczenia tej świecy i polegały na wykonaniu dodatkowego otworu dymnego, komory ochronnej, przeciwwagi i urządzenia do zatapiania. Świece te posiadały identyczne wymiary oraz zbliżone parametry do świec BDSz-5.

Przeznaczona była do stawiania zasłon dymnych na powierzchni wody, na morzu, rzekach i jęzorach. Była zbudowana podobnie jak świeca dymna BDSz-5. Różnice polegają na tym, że świeca MDSz ma dodatkowy otwór dymny, komorę ochronną, przeciwwagę i urządzenie do zatapiania. Dodatkowy otwór dymny znajdujący się w górnej części kadłuba umożliwia wyprowadzenie na zewnątrz większych ilości dymu niż ze świecy BDSz-5. Przeciwwaga służy do utrzymania jej na powierzchni wody w położeniu umożliwiającym dymienie.